# Minthodes latifacies
Minthodes latifacies är en tvåvingeart som beskrevs av Herting 1983. Minthodes latifacies ingår i släktet Minthodes och familjen parasitflugor.
Artens utbredningsområde är Syrien. Inga underarter finns listade i Catalogue of Life.